# 법주사
법주사(法住寺)는 대한민국의 충청북도 보은군, 속리산에 있는 절이다. 대한불교 조계종 제5교구 본사이다. 2018년, '산사, 한국의 산지승원'이라는 명칭으로 유네스코 세계문화유산에 등재되었다.

## 역사

### 공민왕도 세조임금도 찾아온 명찰
법주사는 신라 진흥왕 14년(553년)에 의신조사가 창건하였다. 의신조사(義信祖師)가 천축(天竺, 印度)에 갔다가 백나귀에 불경을 싣고 와서 절을 지을 터를 찾아다니는 길에 흰 노새가 지금의 법주사 터에 이르러 발걸음을 멈추고 울었다고 한다. 의신조사가 노새의 기이한 행적에 걸음을 멈추고 주변을 둘러보니 아름다운 경치에 비범한 기운도 느껴져서 그곳에 절을 지은 후 절 이름을 인도에서 가져온 경전 즉, 부처님의 법이 머물렀다는 뜻에서 법주사라 하였다는 전설이 있다.
고려시대에는 뛰어난 고승대덕들이 차례로 법주사에 주석하며 수차례에 걸쳐 중창이 이루어졌다. 문종의 다섯째 아들인 도생승통은 법주사의 주지를 지냈으며, 원종 때 미수대사는 왕명으로 각종 경전 92권을 찬술하기도 했다. 1363년(공민왕 12년)에는 공민왕이 직접 법주사에 와서 양산 통도사에 모셔진 부처님의 사리 1과를 법주사에 봉안하도록 했다. 이때 사리를 모셨던 사리탑이 아직도 법주사 능인전 뒤쪽에 남아있다.
법주사는 31본산(本山)의 하나로 고려 숙종이 그 아우 의천을 위하여 인왕경회(仁王經會)를 베풀었을 때 모인 승려가 3만 명이나 되었다는 것으로 보아 그 규모가 컸음을 짐작할 수 있다.
조선시대 세조 임금도 법주사에 들러 복천암에 머물던 신미대사를 도와 절을 크게 중창했다. 조선 중기에는 60여 동의 전각과 70여 개의 암자를 지닌 대찰이었는데, 임진왜란 때 대부분의 전각이 소실되었다. 이후 1605년(선조 38년)부터 1626년(인조 4년)에 걸쳐 사명대사와 벽암각성 스님이 팔상전 등 전각을 중건했다.
1939년에 당시 주지였던 장석상 스님이 의뢰해서 당대 최고의 조각가였던 김복진이 법주사 미륵불상 조성을 추진했으나 한때 중단되었다가 1964년 완공했다.

## 문화재
법주사는 대한민국의 사적 제503호로 지정되어 있으며, 대한민국의 유일한 고식(古式) 목탑인 팔상전(국보 제55호)을 비롯, 다양한 문화재를 가지고 있다. 국가지정문화재 국보만 3점이고, 보물은 13점, 충북 유형문화재가 20점, 문화재자료 1점 등이다. 이외에도 법주사 자체가 사적 제503호로 지정되었으며, 법주사 일원은 명승 제61호이다. 또한 천연기념물도 2점이 있다.
이 다양한 문화유산 가운데 법주사에서만 볼 수 있는 문화유산이 있다. 우리나라 수많은 탑 가운데 옛 모습을 그대로 간직하고 있는 유일한 목탑으로 국보 제55호인 법주사 팔상전이다. 쌍봉사 대웅전과 두 기였지만 1984년에 쌍봉사 대웅전이 불타는 바람에, 목탑으로서는 유일한 지정문화재가 되었다.
팔상전 옆 사방이 트인 전각 안에 모셔진 희견보살상(보물 제1417호)도 법주사에만 조성되어 있는 보살상이다. 구원겁토록 부처님께 향불을 공양할 것을 서원한 보살이 희견보살로 뜨거운 향로를 머리에 이고 있는 모습이다.
신법 천문도병풍(보물 제848호)은 불교와 관련 없는 문화재로 경종 3년(1723년)에 중국에 와 있던 쾨글러(I.Koegler)가 작성한 300좌, 3083성의 큰 별자리표를 관상감 김태서와 안국빈이 직접 배워서 그린 별자리그림이다. 쾨글러의 천문도 중에서 가장 크고 훌륭한 사본으로 세계적으로도 매우 귀중한 유물이다. 아마도 영조 때 영빈 이씨의 원당을 만들고 이 병풍도 함께 하사한 것이 아닌가 추측된다.
이외에도 고려시대 자정국존비(충청북도 유형문화재 제79호)도 다른 곳에서 볼 수 없는 특이한 예다. 충혜왕의 명을 받아 국사의 반열에까지 오른 스님의 비문을 자연암벽에 새겨 놓았다.
대웅보전 뒤에 자리잡은 선희궁 원당은 사도세자의 생모이자 영조의 후궁인 영빈 이씨의 원당이다. 청와대 옆 칠궁의 하나인 선희궁의 이름 그대로 절집 안에 후궁의 원당이 들어서 있는 특이한 예다.
지금 이 절에 있는 쌍사자석등(국보 제5호)·목조 5층탑인 팔상전(국보 제55호)을 비롯하여 동쪽 암벽에 새긴 마애여래의상(보물 제216호) 및 절 어귀의 당간지주(幢竿支柱) 등은 신라시대의 우수한 작품들이다. 또 경내에는 고려 충숙왕 1년(1341)에 세운 자정국존비(慈淨國尊碑)를 비롯한 수십 개의 비와 부도(浮屠)가 있고, 높이 27ｍ인 동양 최대의 거불이 1964년 6월에 점안식을 했다.
마지막으로 충청북도 유형문화재 제204호로 지정된 석옹이 있다. 현재 총지선원 왼쪽 40m 지점에 묻혀 있는 항아리 형태의 석조물인데, 문화재 전문가들도 용도를 알지 못하나 법주사에서 내려오는 이야기로는 김칫독으로 사용했던 돌 항아리라고 한다.
또한 법주사 일원의 속리산은 대한민국의 명승 제61호로 지정되어 있다.

### 국보
- 보은 법주사 쌍사자 석등: 국보 제5호
- 보은 법주사 팔상전: 국보 제55호
- 보은 법주사 석련지: 국보 제64호

### 보물
- 보은 법주사 사천왕 석등: 보물 제15호
- 보은 법주사 마애여래의좌상: 보물 제216호
- 보은 법주사 신법 천문도 병풍: 보물 제848호
- 보은 법주사 대웅보전: 보물 제915호
- 보은 법주사 원통보전: 보물 제916호
- 보은 법주사 괘불탱: 보물 제1259호
- 보은 법주사 소조비로자나삼불좌상: 보물 제1360호
- 보은 법주사 목조관음보살좌상: 보물 제1361호
- 보은 법주사 철솥: 보물 제1413호
- 보은 법주사 복천암 수암화상탑: 보물 제1416호
- 보은 법주사 석조희견보살입상: 보물 제1417호
- 보은 법주사 복천암 학조화상탑: 보물 제1418호
- 보은 법주사 동종: 보물 제1858호

### 시도 유형문화재
- 보은 법주사 세존사리탑: 충청북도 유형문화재 제16호
- 보은 법주사 사천왕문: 충청북도 유형문화재 제46호
- 보은 법주사 석조: 충청북도 유형문화재 제70호
- 보은 법주사 벽암대사비: 충청북도 유형문화재 제71호
- 보은 법주사 자정국존비: 충청북도 유형문화재 제79호
- 보은 속리산사실기비: 충청북도 유형문화재 제167호
- 보은 법주사 석옹: 충청북도 유형문화재 제204호
- 보은 법주사 능인전: 충청북도 유형문화재 제232호
- 보은 법주사 선희궁 원당: 충청북도 유형문화재 제233호
- 보은 법주사 궁현당: 충청북도 유형문화재 제234호
- 보은 법주사 가경구년명 철종: 충청북도 유형문화재 제236호
- 보은 법주사 선조대왕 어필 병풍: 충청북도 유형문화재 제238호
- 보은 법주사 주서무일편 병풍: 충청북도 유형문화재 제239호
- 보은 법주사 대웅보전 후불도: 충청북도 유형문화재 제296호
- 보은 법주사 여적암 다층청석탑: 충청북도 유형문화재 제297호
- 보은 법주사 복천암 극락보전: 충청북도 유형문화재 제298호
- 보은 법주사 복천암 목조아미타여래삼존좌상: 충청북도 유형문화재 제305호
- 보은 법주사 복천암 신중도: 충청북도 유형문화재 제306호
- 보은 법주사 복천암 삼세불도: 충청북도 유형문화재 제307호
- 보은 문수암 산신도: 충청북도 유형문화재 제308호
- 보은 보은사 지장시왕도: 충청북도 유형문화재 제313호
- 보은 법주사 수정암 석조여래좌상: 충청북도 문화재자료 제70호
- 보은 법주사 상고암 마애불상군: 충청북도 유형문화재 제79호
- 보은 법주사 수정암 석불좌상: 서울특별시 유형문화재 제265호 (서울 동국대학교 박물관 소장)

## 사진

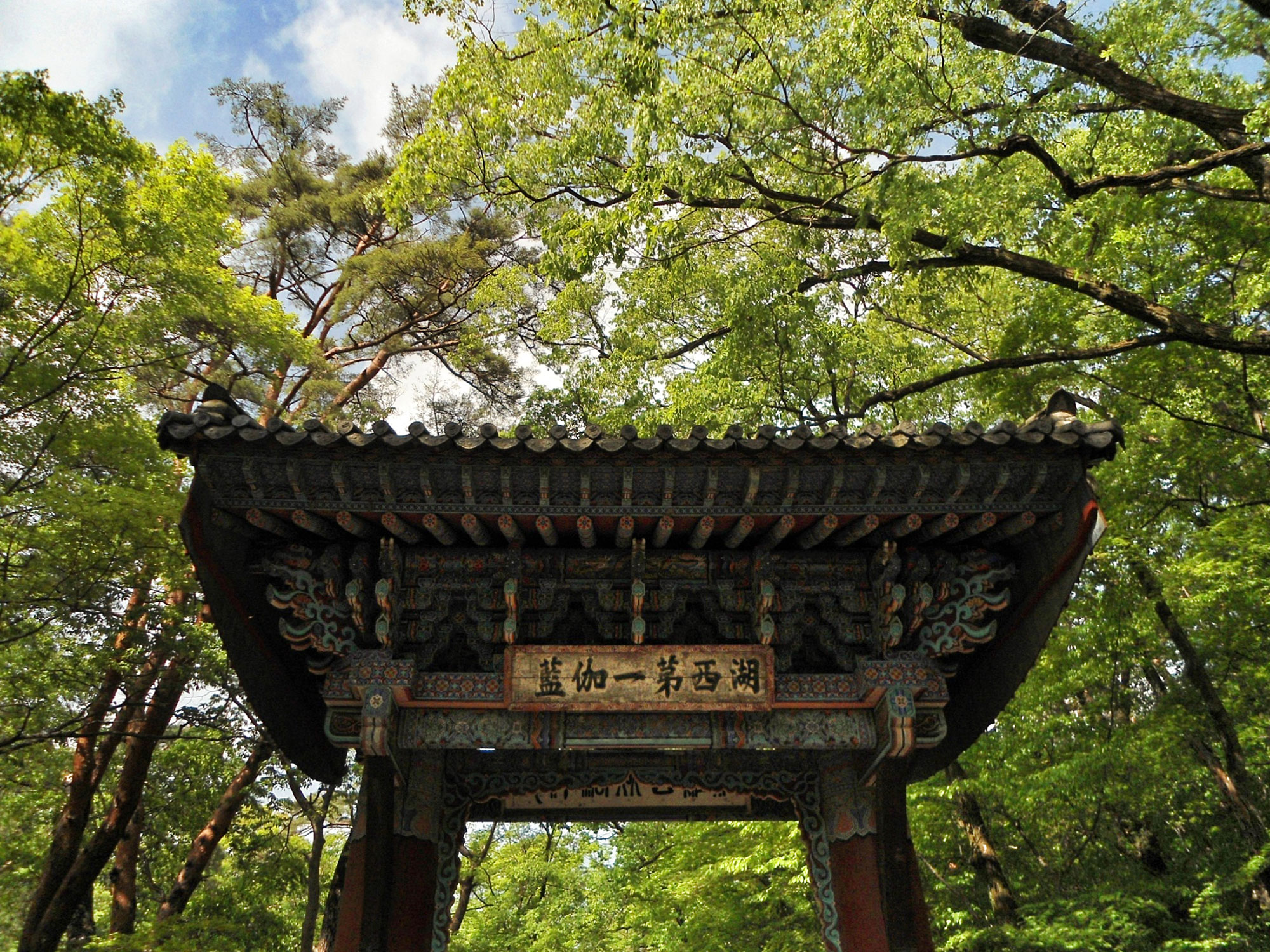
일주문
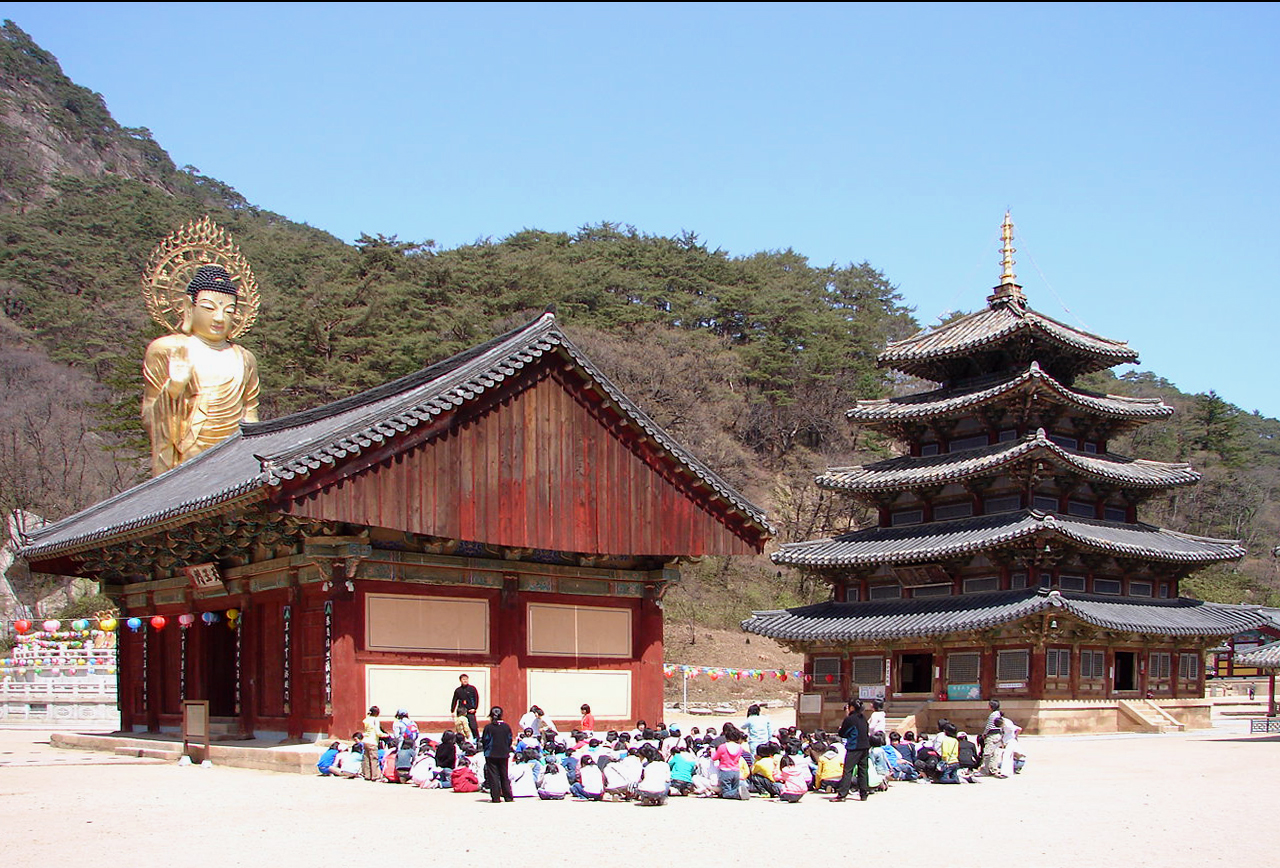
천왕문과 팔상전
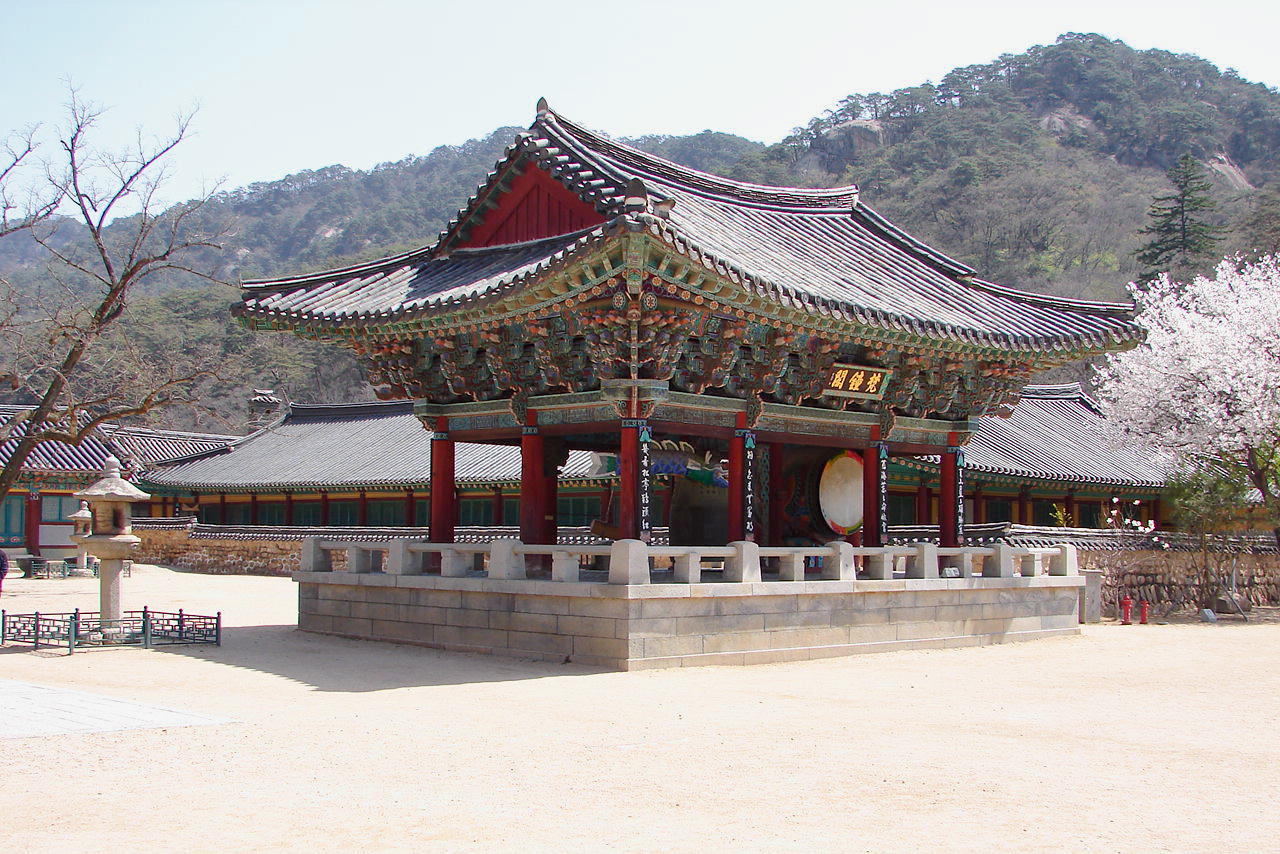
범종각
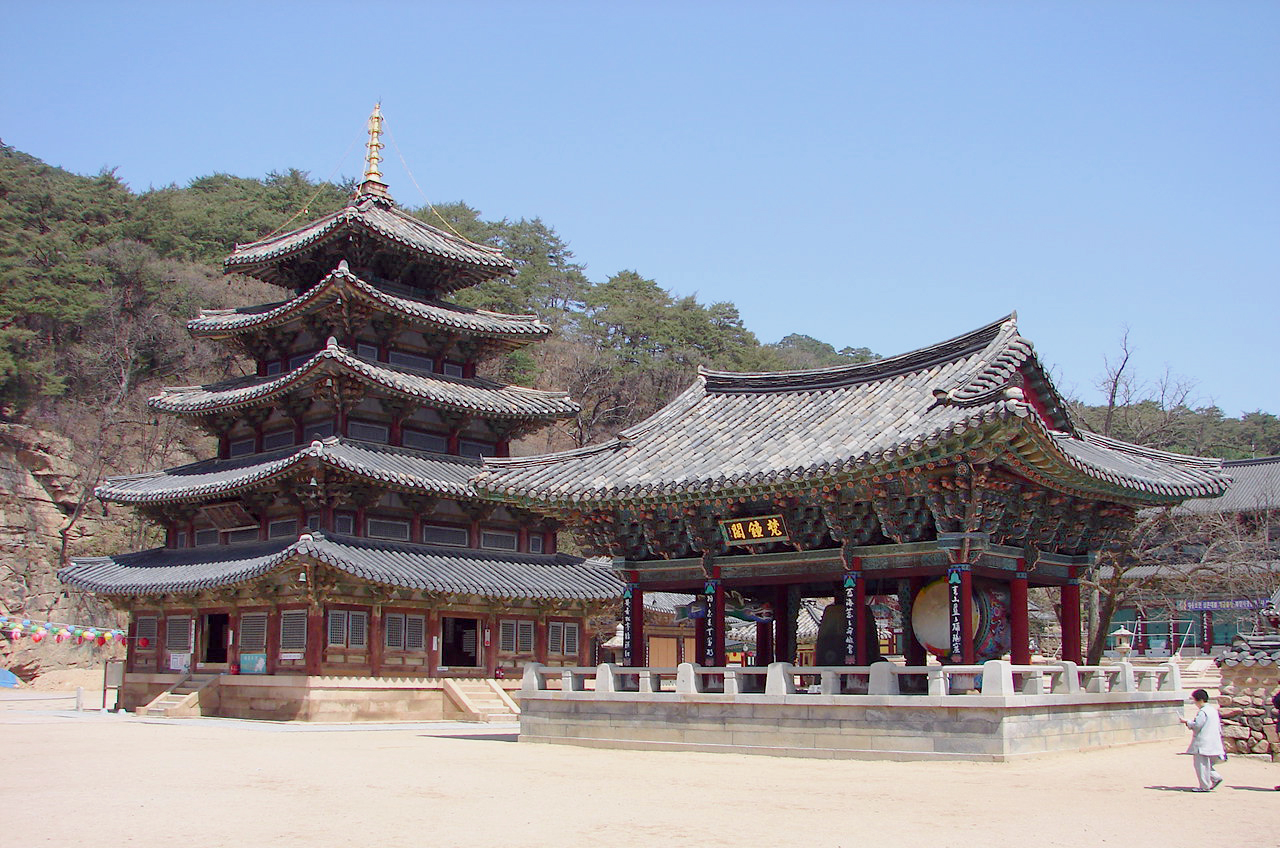
팔상전과 범종각
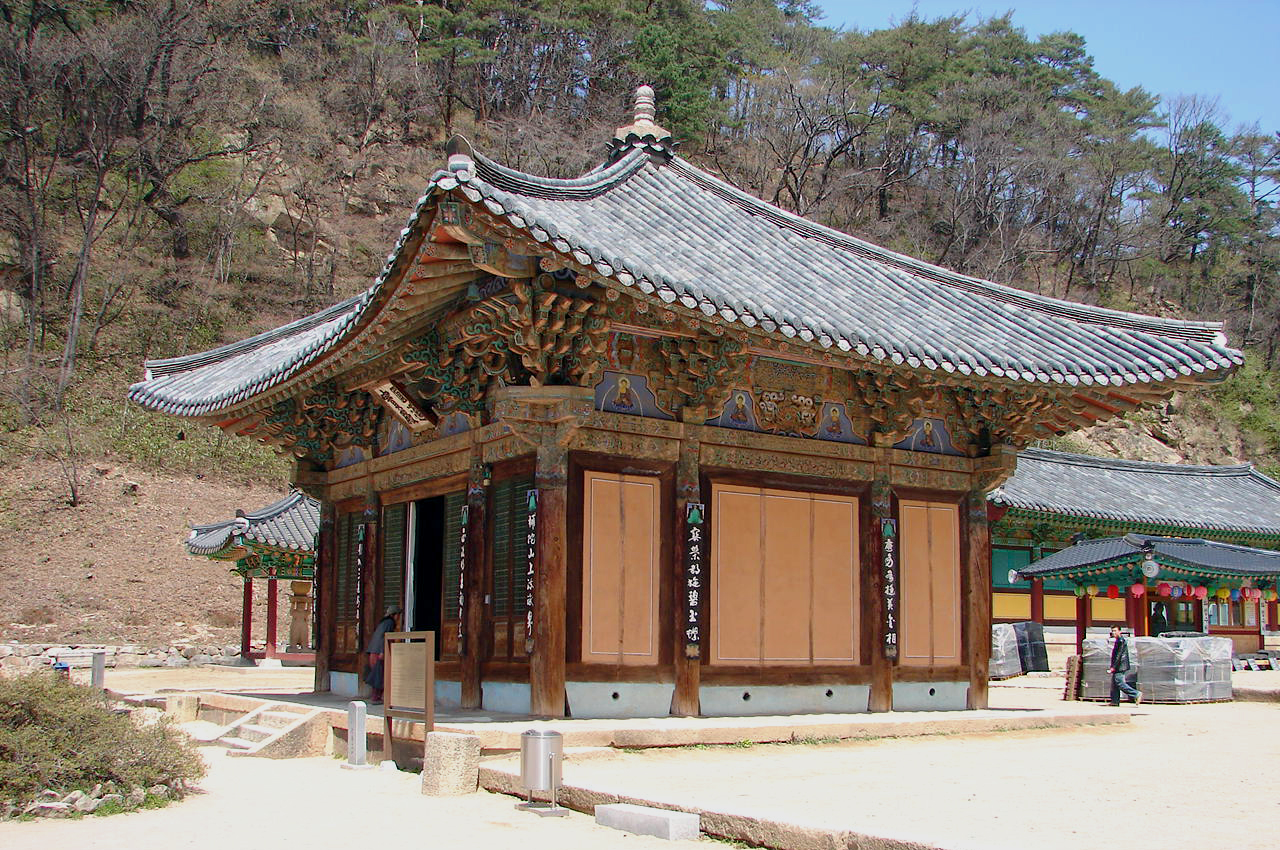
원통보전
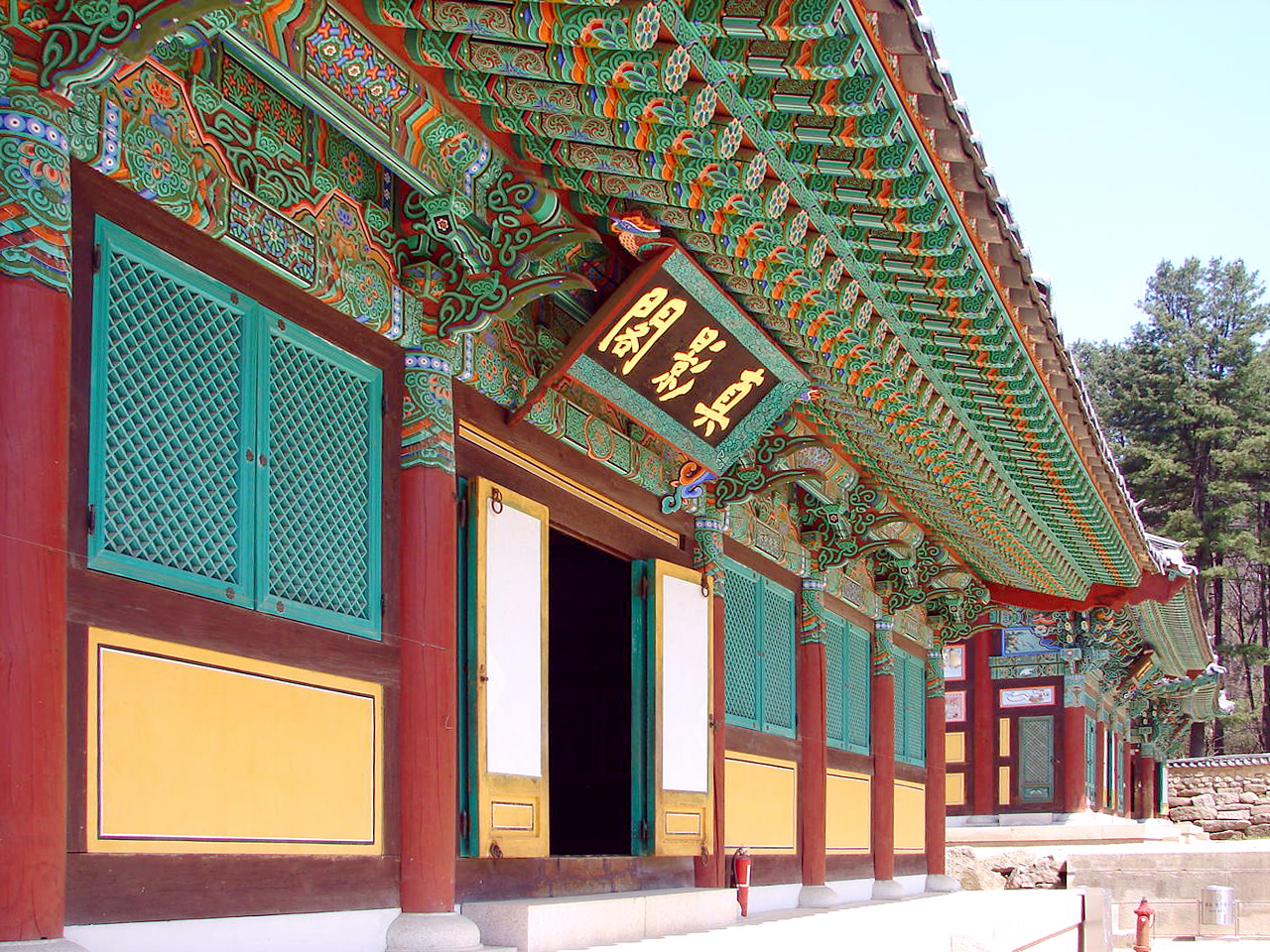
진영각
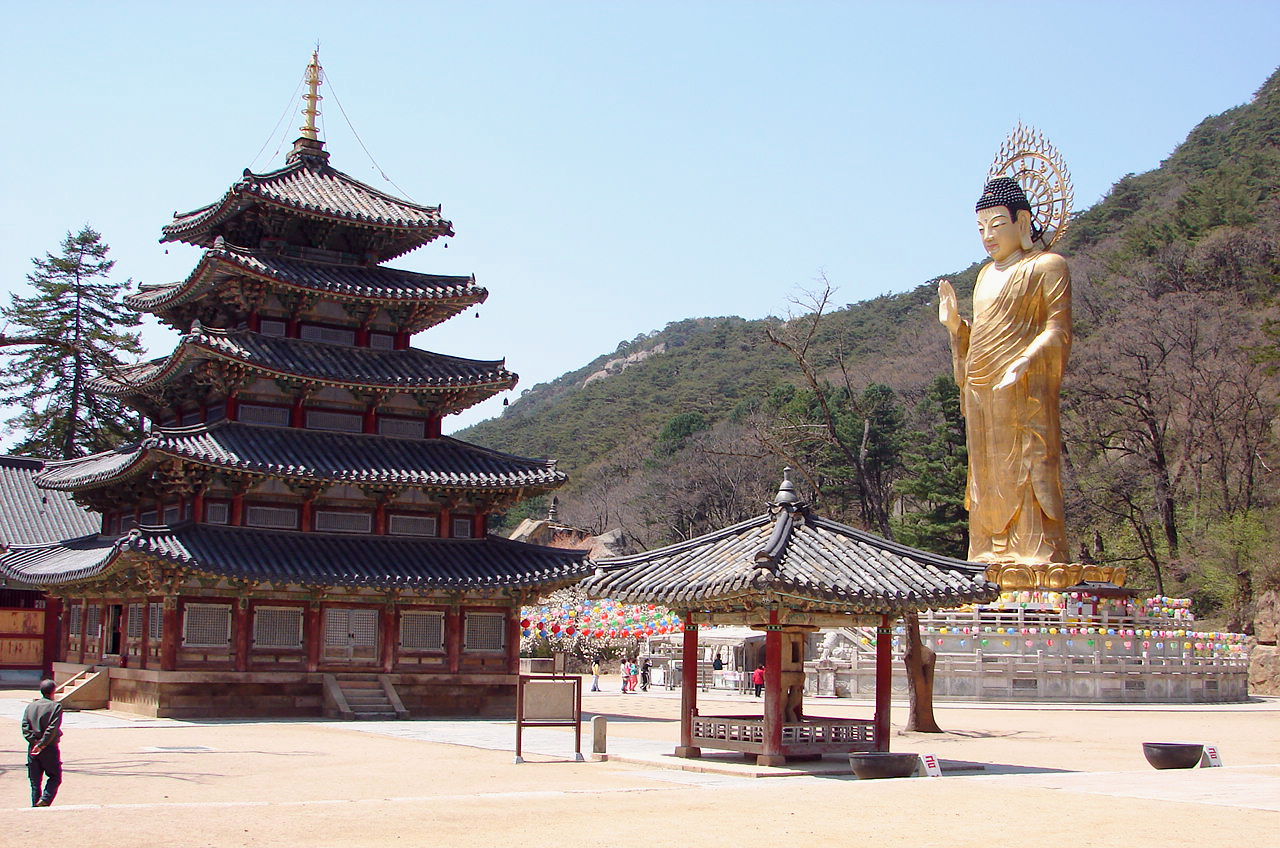
팔상전과 금동미륵불상
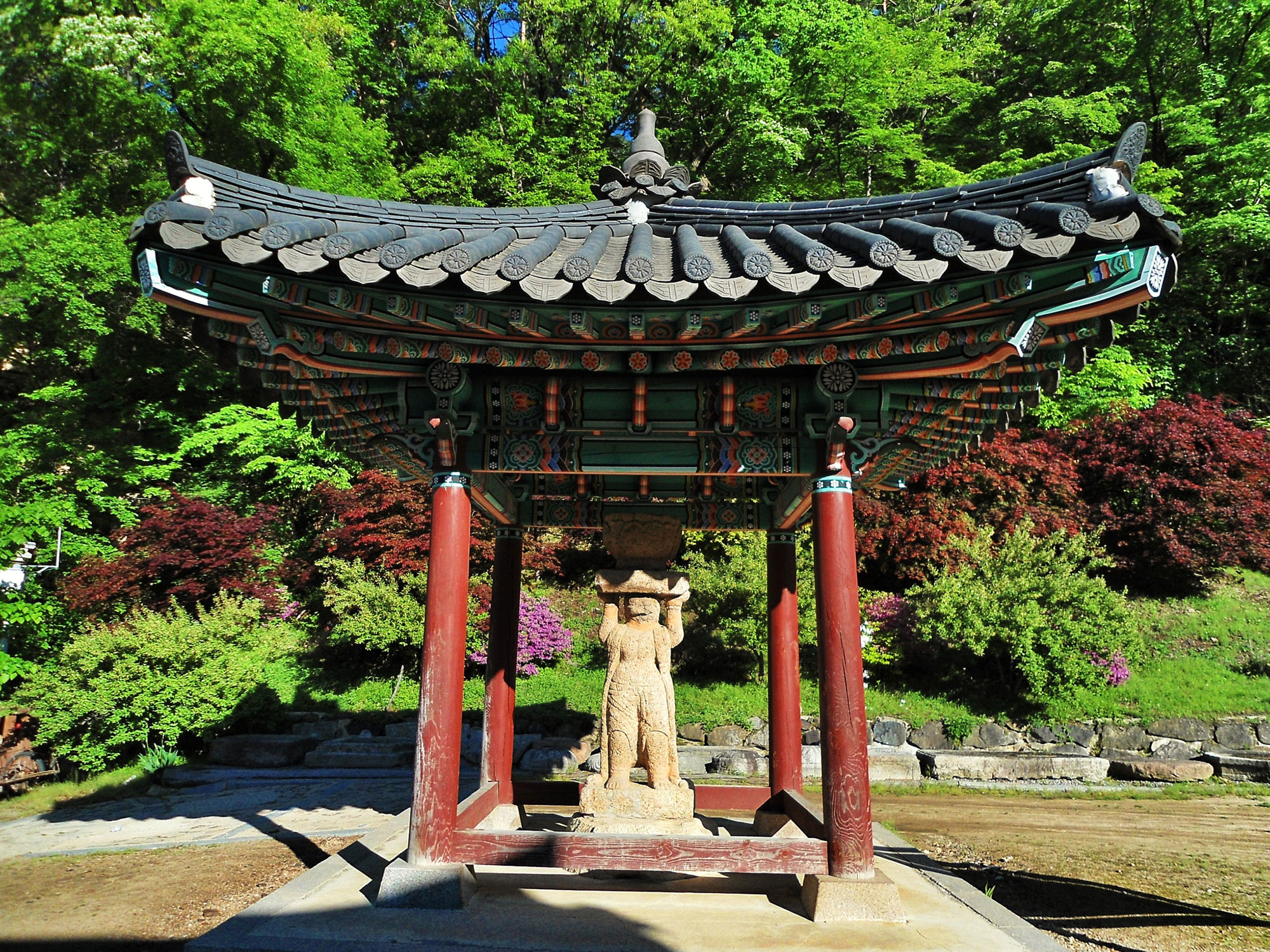
석조희견보살입상
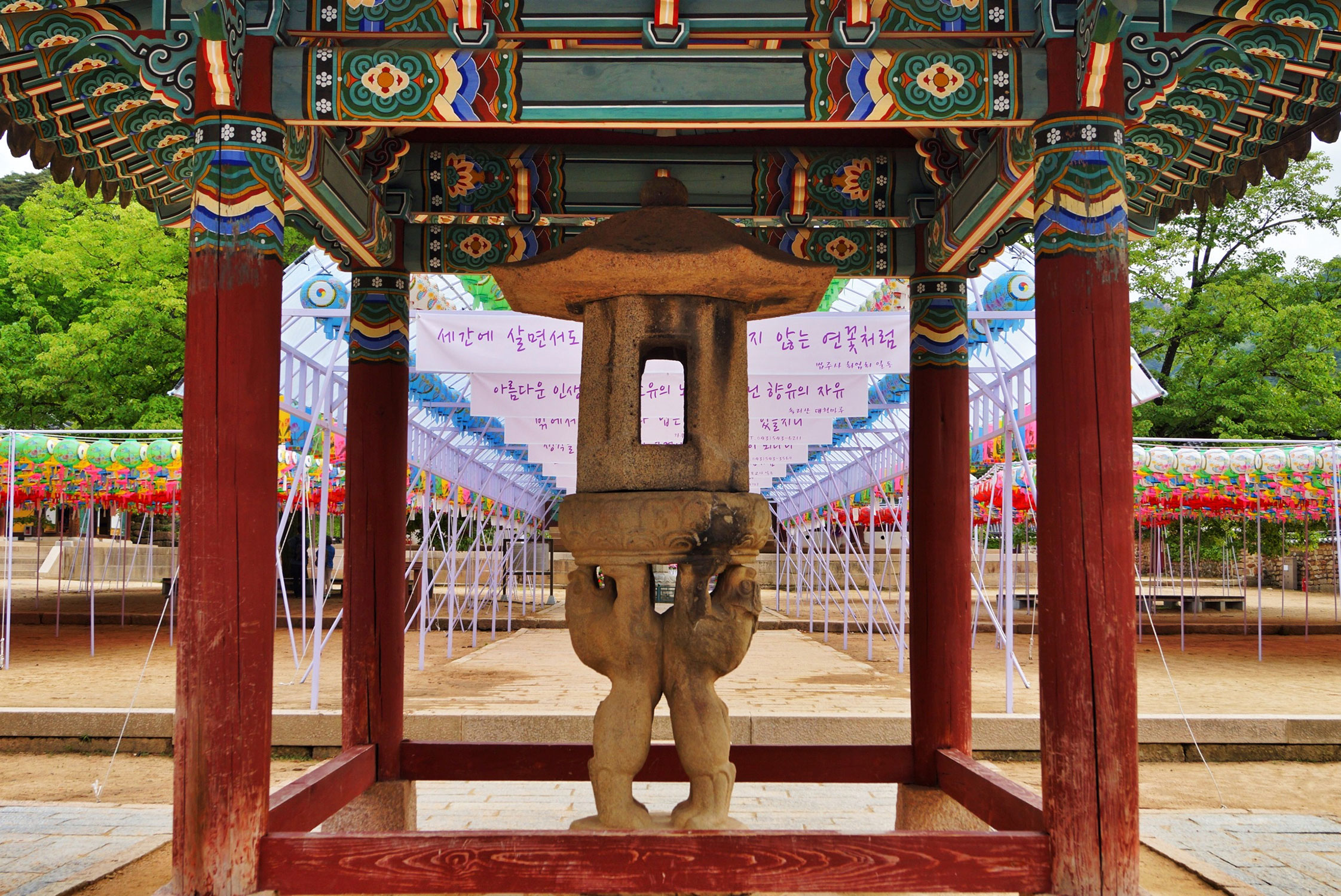
쌍사자 석등
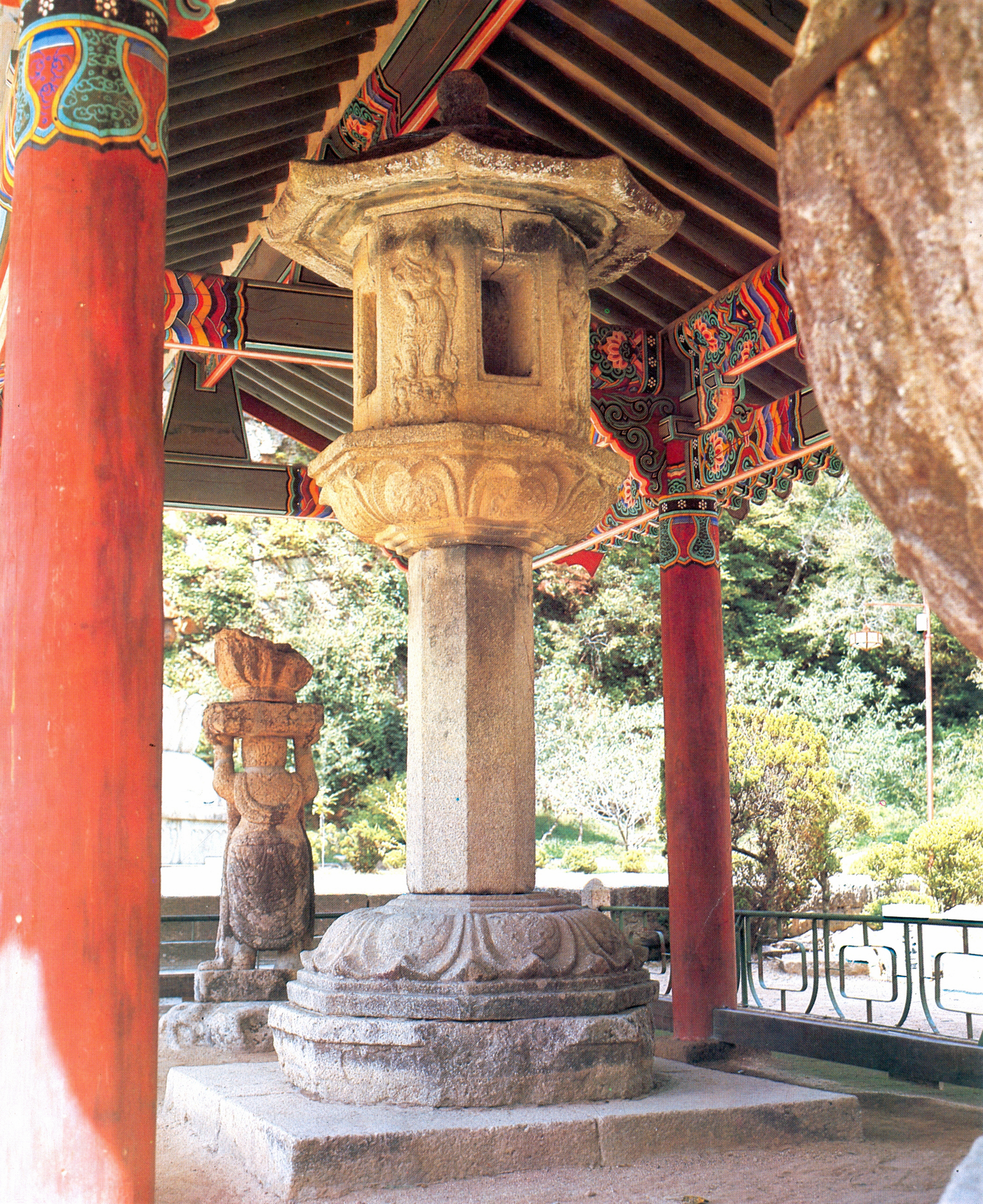
사천왕 석등
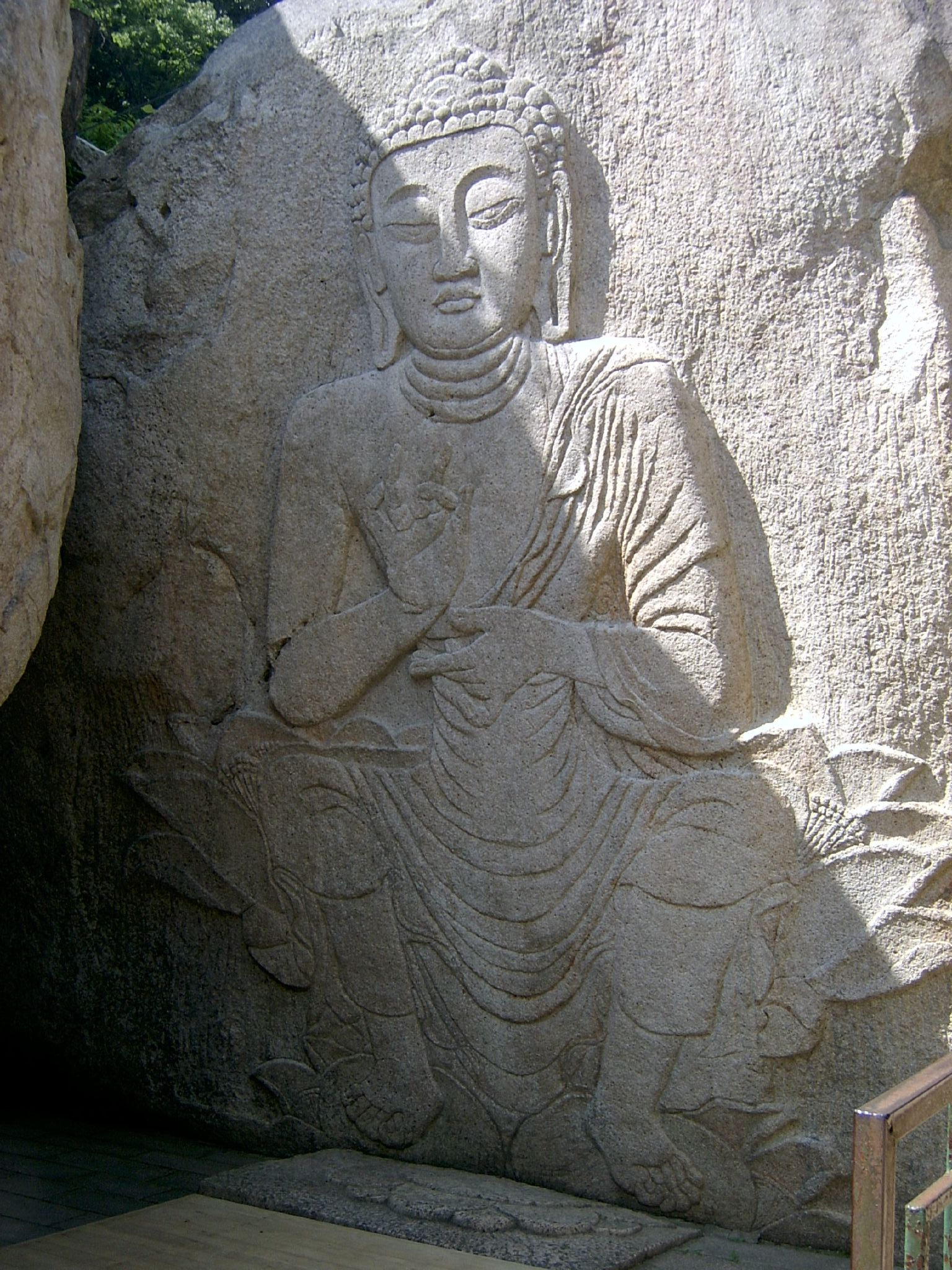
마애여래의좌상
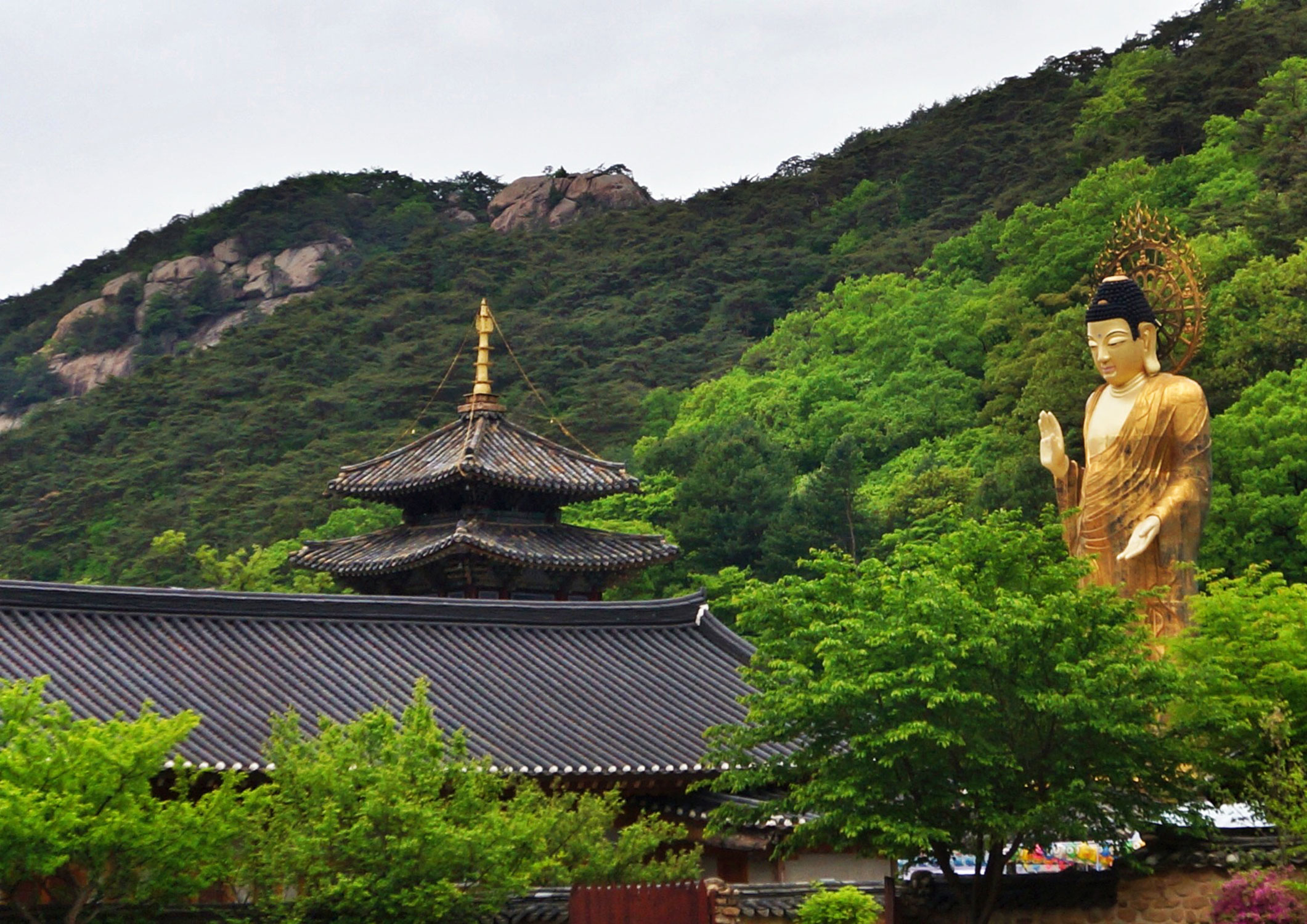
법주사와 속리산
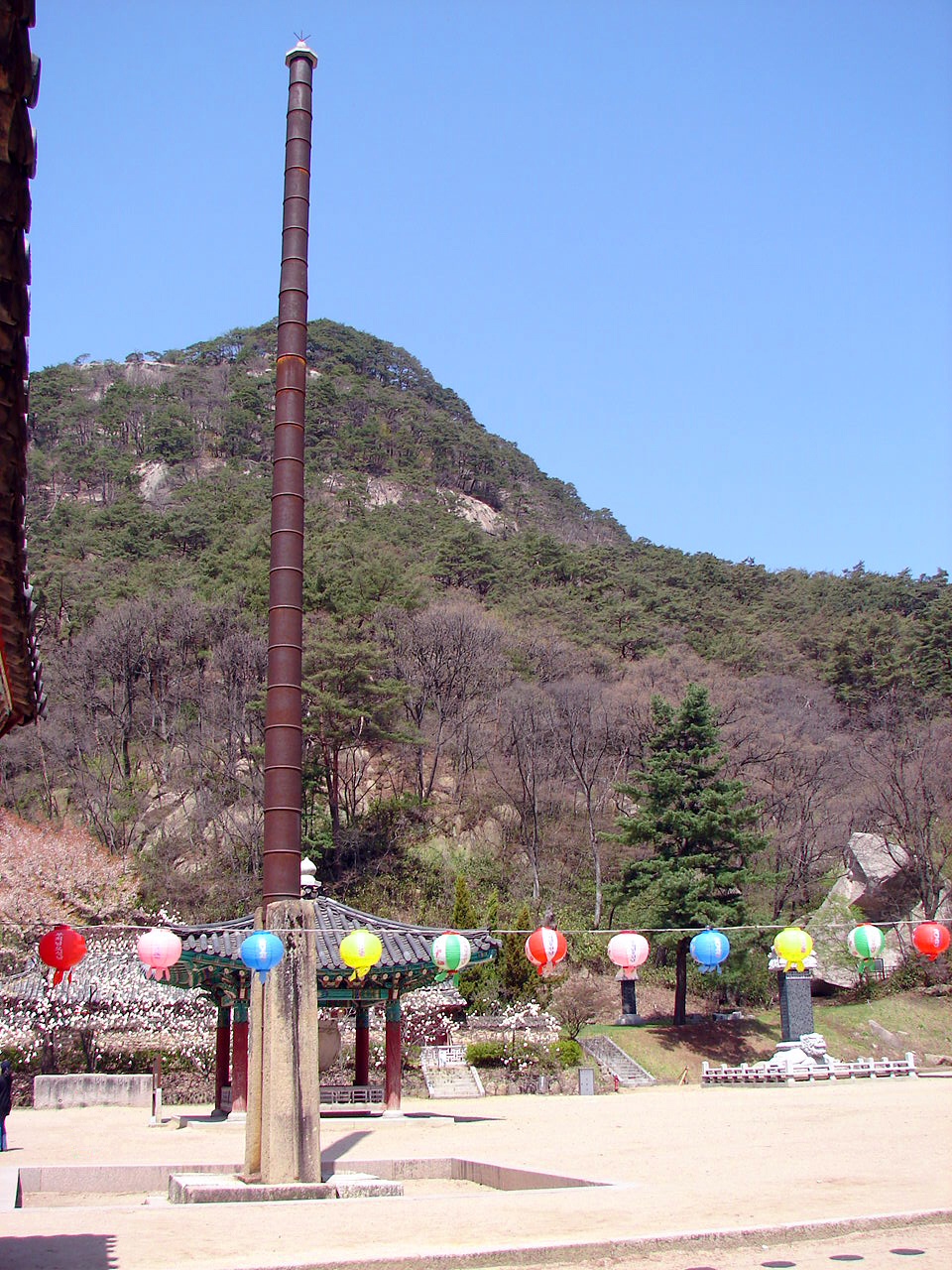
당간지주와 속리산

## 체험 및 시설

### 템플스테이
법주사에서는 내·외국인을 위한 다양한 템플스테이 프로그램을 운영하고 있다.
- 법주사 템플스테이 프로그램

## 교통편
- 당진영덕고속도로 속리산 나들목

## 같이 보기
- 정이품송